# Rudawka (obwód brzeski)
Rudawka (biał. Рудаўка, Rudauka; ros. Рудавка, Rudawka) – wieś na Białorusi, w obwodzie brzeskim, w rejonie prużańskim, w sielsowiecie Suchopol.
W latach 1921–1939 należała do gminy Suchopol.
Według Powszechnego Spisu Ludności z 1921 roku, Rudawkę, wtedy kolonię, zamieszkiwało 46 osób, wszystkie były wyznania prawosławnego i zadeklarowały białoruską przynależność narodową. Było tu 6 budynków mieszkalnych.